# Inmigración eslovena en Colombia
La inmigración eslovena en Colombia se refiere al movimiento migratorio desde Eslovenia hacia Colombia.
Se estima que hay alrededor de 150 eslovenos y sus descendientes viviendo en Colombia. Si bien aproximadamente diez de ellos residen en Bogotá, la mayoría vive en ciudades a lo largo de la costa atlántica como Cartagena, Barranquilla y Santa Marta, así como ciudades colombianas más grandes como Medellín y Cali. En 2018, se fundó la Asociación Eslovena de Colombia (Slovensko društvo v Kolumbiji) para promover el intercambio cultural y la construcción de comunidades entre los eslovenos y sus descendientes en Colombia.